# A75-ös autópálya (Franciaország)
Az A75 (franciául: La Méridienne) egy autópálya Franciaországban.

## Története
Az autópálya építése 1975-ben kezdődött el. 

## Érdekességek
Az úton található 3 alagút, 8 nagy híd, 46 csomópont és a híres Millau-i völgyhíd.

## Útja
Clermont-Ferrand–Millau–Béziers